# Marcilly-sur-Seine
Marcilly-sur-Seine är en kommun i departementet Marne i regionen Grand Est (tidigare regionen Champagne-Ardenne) i nordöstra Frankrike. Kommunen ligger i kantonen Anglure som tillhör arrondissementet Épernay. År 2022 hade Marcilly-sur-Seine 627 invånare.

## Befolkningsutveckling
Antalet invånare i kommunen Marcilly-sur-Seine
| Referens: INSEE |